# R. A. W. Rhodes

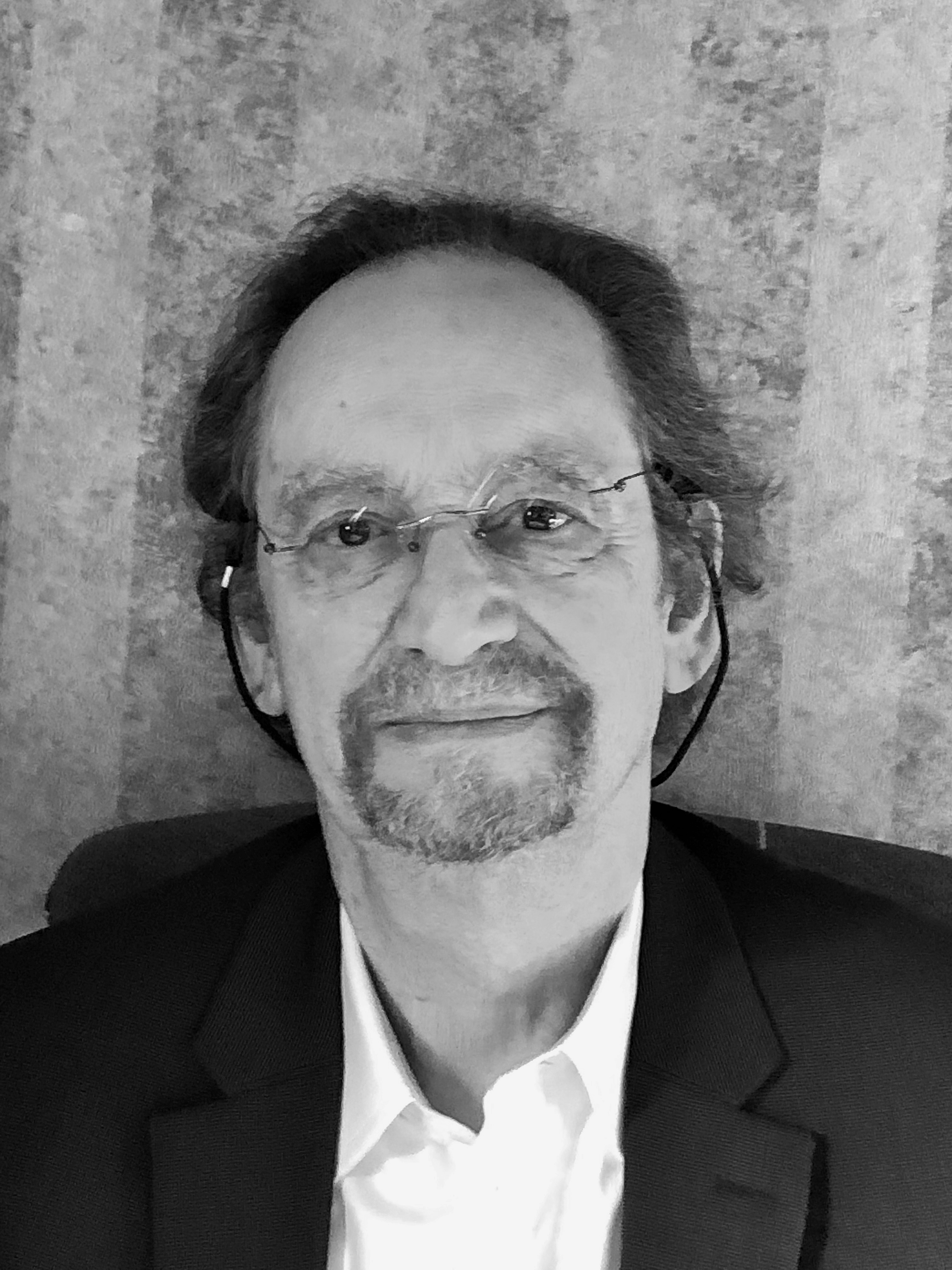
R. A. W. Rhodes, 2019

Roderick Arthur William Rhodes (*  15. August 1944) ist ein britischer Politikwissenschaftler, Professor für Regierungslehre an der University of Southampton und emeritierter Professor der Politikwissenschaft an der University of Newcastle. Er war von 1999 bis 2001 Vorsitzender der Political Studies Association (PSA).
Rhodes war von 1994 bis 1999 Direktor des Whitehall-Programm des britischen Economic and Social Research Council und von 2006 bis 2011 Distinguished Professor für Politikwissenschaft an der Australian National University.
2015 wurde Rhodes mit dem Lifetime Achievement Award des European Consortium for Political Research ausgezeichnet.

## Schriften (Auswahl)
- Interpretive political science. Selected essays. Oxford University Press, Oxford 2017, ISBN 978-0-19-878611-5.
- Network governance and the differentiated polity. Selected essays. Oxford University Press, Oxford 2017, ISBN 978-0-19-878610-8.
- Everyday life in British government. Oxford University Press, Oxford 2011, ISBN 978-0-19-960114-1.
- Understanding governance. Policy networks, governance, reflexivity, and accountability. Open University Press, Philadelphia 1997, ISBN 0-335-19728-0.